# Clash at Demonhead
Clash at Demonhead (電撃ビッグバン Dengeki Biggu Ban), is een computerspel dat werd ontwikkeld en uitgegeven door Vic Tokai. Het spel kwam in 1989 uit voor het platform Nintendo Entertainment System. Professor Plum bouwt een Doomsday Mahine. De speler speelt sergeant Billy "Big Bang" Blitz en moet samen met Mario de plannen van de professor zien te dwarsbomen. Het spel is een zijwaarts scrollend platformspel waarbij het perspectief in de derde persoon wordt weergegeven. Het spel werd ontwikkeld door Norihito Hisamatsu, Tomiko Narusawa en Mayumi Sano.

## Ontvangst
| Beoordeeld door       | Platform | Datum            | Score |
| --------------------- | -------- | ---------------- | ----- |
| The Video Game Critic |          | 24 november 2012 | 75%   |
| HonestGamers          |          | 29 april 2013    | 70%   |

## Trivia
- De cover van het spel is ontworpen door Lawrence Fletcher.